# Sophya
Sophya ist eine Band aus Israel, die im Frühjahr 1996 von Idan Karutchi (Gitarre, Synthesizer, Sampler, Gesang), Sonja Rozenblum (Gesang, Programming) und Shai Ledder (Bass) gegründet wurde. Stilistisch bewegt sie sich das Trio zwischen Ethereal, Pop und Trip-Hop.

## Geschichte
Nach einer längeren Phase des Experimentierens traten 1998 Hagai Shlezinger (Schlagzeug) und Eliad Wagner (Piano, Synthesizer) als neue Mitglieder hinzu und komplettierten das Line-up. Ein Jahr später zog Sophya nach Amsterdam, wo sie Ronny Moorings, seines Zeichens Gründer und Kopf der niederländischen Formation Clan of Xymox, bei seinem eigenen Label Xymox Control unter Vertrag nahm.
Im Jahr 2000 veröffentlichte Sophya ihr erstes Album The Age of Sophya, das in Europa bei Pandaimonium Records und in Nordamerika bei Metropolis Records erschien. Ab 2001 absolvierte sie ihre ersten Live-Auftritte in den Niederlanden, unter anderem auf dem Gotham-Festival in Amsterdam und dem Terra-Gotha-Festival in Vlissingen. Im selben Jahr coverte sie den Track Figurehead von The Cure für die Kompilation A Night Like ... A Tribute to the Cure. Dieses Lied stellt zugleich die letzte Aufnahme von Sophya in der Originalbesetzung dar.
Im Februar 2002 wurde Shai Ledder durch den Clan-of-Xymox-Bassisten Mario Usai alias „The Haze“ abgelöst. Sophya gab weitere Konzerte als Support für Clan of Xymox in den Niederlanden und absolvierten im Sommer 2002 einen Auftritt beim Eurorock-Festival in Belgien. Im April 2003 veröffentlichte Sophya ihr zweites Werk Dream.
Mitte 2004 begannen die Arbeiten am dritten Album Third Wish, die zwischenzeitlich für weitere Konzerte unterbrochen wurden. Zu dem auf diesem Album enthaltenen Titel More wurde 2005 ein Video gedreht, das Platz 2 der MTV Brand:New Charts erreichte.
Nach einem Wechsel zum niederländischen Label Mutantjasz Records erschien 2006 der Longplayer Third Wish, auf dem unter anderem eine Cover-Version des Joy-Division-Klassikers Transmission enthalten ist.

## Diskografie
- 2000: The Age of Sophya
- 2003: Dream
- 2006: Third Wish
- 2012: Words & Sounds

## Remixe und Gastauftritte
- 2001: Sonja Rozenblum sang den letzten Song The Same Dream auf dem Album Notes from The Underground von Clan of Xymox.
- 2002: Idan Karutchi remixte den Track Into her Web von Clan of Xymox' Remixes from the Underground.